# 新普罗蓬迪扎
新普罗蓬迪扎（希臘語：Νέα Προποντίδα）是希腊中马其顿大区哈尔基季基专区的市镇，行政中心为新穆扎尼亚镇。市镇面积为372.3平方公里，2021年人口数量为34,829人。
此市镇设立于2011年地方政府改革中，由原3个市镇合并而成，原市镇则成为此市镇的3个市区。